# Pallulaspis retamae
Pallulaspis retamae (лат.) — вид полужесткокрылых насекомых-кокцид рода Pallulaspis из семейства щитовки (Diaspididae).

## Распространение
Африка: Египет. Азия: Израиль.

## Описание
Мелкие червецы, длина самок 0,8 мм (ширина до 0,4 мм); расширенные в середине. Питаются соками таких растений, как Retama raetam, Retama radam (Fabaceae), Artemisia (Asteraceae). Вид был впервые описан в 1926 году энтомологом У. Дж. Холлом (Hall, W. J.) как Coccomytilus retamae.
Таксон Pallulaspis retamae включён в состав рода Pallulaspis Ferris 1937 вместе с таксонами Pallulaspis ephedrae Ferris, 1937, Pallulaspis lantanae (Green & Laing, 1923), Pallulaspis lantanae Borchsenius, 1966, Pallulaspis quercus Takahashi, 1957, Pallulaspis rhamnicola Tang in Tang & Li, 1988. Видовое название происходит от родового имени растения-хозяина (Retama), на котором происходит развитие червецов.